# Rinnovamento nello Spirito Santo
Il Rinnovamento nello Spirito Santo (RnS) è un'associazione laicale cattolica, appartenente al movimento ecclesiale legato alla corrente spirituale del Rinnovamento carismatico, che parte dall'asserzione di una nuova effusione dello Spirito Santo (chiamata "battesimo nello Spirito Santo")
Comprende laici, membri consacrati, religiosi e sacerdoti. Il Rinnovamento è formato da  gruppi di persone, coordinati a livello locale, diocesano, regionale e nazionale. Il RnS svolge le sue attività in comunione con l'ICCRS (International Catholic Charismatic Renewal Services), l'organizzazione di diritto pontificio a servizio del Rinnovamento Carismatico Cattolico in tutto il mondo. Il RnS aderisce, inoltre, al Forum delle Associazioni Familiari ed è attivamente impegnato in un cammino di comunione ecclesiale e di formazione permanente per i suoi aderenti. È attivamente impegnato in progetti di evangelizzazione, eventi culturali e sociali volti alla promozione della "cultura di Pentecoste".

## Storia
Il Rinnovamento Carismatico nella Chiesa Cattolica nasce a Pittsburgh (USA) nel 1967, e da lì  si diffonde nel mondo, approdando, dunque, anche in Italia. Dall'esperienza carismatica del Rinnovamento Carismatico Cattolico (RCC) si sviluppa - insieme ad altre esperienze carismatiche - il Rinnovamento nello Spirito propriamente detto..
Il  primo statuto è stato approvato dalla Conferenza Episcopale Italiana nel 1995. RnS - quale espressione della corrente di grazia del Rinnovamento Carismatico - ebbe tra i suoi sostenitori il cardinale Leo J. Suenens. Il nuovo statuto è stato approvato nel 2007. Attuale presidente nazionale è Giuseppe Contaldo.. Il nome “Rinnovamento nello Spirito” è ripreso da un passo della lettera di San Paolo a Tito.
(San Paolo, lettera a Tito, 3,5-7)

## Spiritualità
La spiritualità del movimento attinge i suoi contenuti dalla teologia pneumatica cristiana, che descrive lo Spirito Santo e la sua azione nella storia proponendo un rinnovamento -fare tornare come nuova, originaria- la vita cristiana. Partendo dall'episodio evangelico della Pentecoste secondo il quale lo Spirito Santo discese sui discepoli e sui seguaci di Gesù, conferendo loro particolari carismi che li avrebbero resi capaci di compiere azioni straordinarie, in virtù della loro funzionalità alla evangelizzazione.
I membri del RnS rivivono questo episodio al momento della "effusione" o battesimo nello Spirito, particolare rito in cui attraverso l'imposizione delle mani da parte degli altri membri, si prega per una nuova effusione e maggiore consapevolezza dei doni e dei carismi cristiani. Secondo i membri del movimento, l'"effusione" attualizza e rinnova i sacramenti dell'iniziazione cristiana, battesimo e cresima, il rito ha carattere laico e non è un sacramento. Importanti sono inoltre i riferimenti all'enciclica Divinum illud munus di papa Leone XIII, dedicata allo Spirito Santo.
Il cardinale Suenens definiva il Rinnovamento Carismatico "un movimento dello Spirito che aiuti la Chiesa a divenire tutta carismatica secondo le attese e le proposizioni del Concilio Vaticano II". Molto della dimensione ecclesiale e laicale del movimento ha origine, infatti, nel documento conciliare della Lumen Gentium, e dalla sua descrizione dell'azione dello Spirito Santo nella Chiesa e nei fedeli. Il Rinnovamento è fortemente ecumenico, come spiega padre Raniero Cantalamessa, Predicatore della Casa Pontificia e membro del Rinnovamento:
(Raniero Cantalamessa)
L'8 giugno 2012, il Rinnovamento nello Spirito Santo ha promosso l'iniziativa Dieci piazze per dieci Comandamenti, col patrocinio del Pontificio Consiglio per la nuova evangelizzazione, sotto l’egida della Cei.